# Tipula anceps
Tipula anceps är en tvåvingeart som beskrevs av Evgenyi Nikolayevich Savchenko 1965. Tipula anceps ingår i släktet Tipula och familjen storharkrankar. Inga underarter finns listade i Catalogue of Life.